# Vera Krepkina
Vera Samoylovna Kalashnikova-Krepkina (later Kalashnikova, Russisch: Вера Самойловна Калашникова-Крепкина) (Kotelnich, 16 april 1933 – Kiev, 25 april 2023) was een Sovjet-Russisch/Oekraïens atlete, die gespecialiseerd was in de sprint en het verspringen. Bij internationale wedstrijden kwam ze uit voor de Sovjet-Unie. In totaal nam ze driemaal deel aan de Olympische Spelen. Ze werd olympisch kampioene verspringen, tweemaal Europees kampioene op de 4 x 100 m estafette en meervoudig Sovjet-Russisch kampioene in diverse sprintdisciplines. Met haar 11,3 s op de 100 m was ze vanaf 1958 gedurende bijna drie jaar mede-wereldrecordhoudster, totdat de Amerikaanse Wilma Rudolph er in 1961 11,2 van maakte.

## Biografie

### Jeugd
Vera Kalashnikova, geboren in Kotelnich, bracht haar jeugd door in Sharya, waar zij samen met haar moeder en haar vier broers in een eenkamerwoning in behoeftige omstandigheden leefden, nadat haar vader aan het begin van de Tweede Wereldoorlog aan het front was gesneuveld. Haar moeder werkte als schoonmaakster in een ziekenhuis en dochter Vera ging vaak met haar mee om de vloeren onder de ziekenhuisbedden te helpen schrobben.
Na de oorlog liet Kalashnikova zich overhalen om aan atletiek te gaan doen, hoewel haar moeder hier geen voorstander van was. Toen zij vervolgens in 1948 bij een wedstrijd werd aangesproken door trainster Valentina Dorogova, volgde zij haar advies op om zich aan te melden bij het Vologna Railway College, een MBO-opleidingsinstituut, om zodoende deel uit te kunnen maken van het schoolatletiekteam. Dit was de opstap naar haar debuut in het nationale team van de Sovjet-Unie in 1951, op achttienjarige leeftijd.

### Europees estafettekampioene
In 1952 maakte Kalashnikova-Krepkina op negentienjarige leeftijd haar olympische debuut op de Olympische Spelen van Helsinki. Ze kwam uit op de 100 m en de 4 x 100 m estafette. Op het individuele sprintnummer sneuvelde ze in de voorrondes en op de estafette eindigde ze met haar teamgenotes Irina Toerova, Jevgenia Setshenova en Nadeshda Sjnykina op een vierde plaats in 46,3. Twee jaar later nam ze op de Europese kampioenschappen in Bern opnieuw deel aan de 4 x 100 m estafette. Met haar teamgenotes Rimma Ultikina, Maria Itkina en Irina Turowa won ze een gouden medaille.

### Zilver op EK 1958
Bij de Olympische Spelen van 1956 in Melbourne herhaalde zich het scenario van vier jaar eerder. Vera Krepkina werd op de 100 m in de halve finale uitgeschakeld en bij de 4 x 100 m estafette eindigde ze op een vierde plaats. Op de EK van 1958 in Stockholm veroverde ze een zilveren plak op de 100 m. Dit was de enige medaille die ze bij een Europees kampioenschap zou winnen in een individuele discipline. De wedstrijd werd gewonnen door de Britse Heather Armitage.

### Olympisch kampioene
Op de Olympische Spelen van 1960 in Rome kwam Krepkina tot de grootste prestatie van haar sportieve loopbaan. Ondanks het feit dat ze gedurende haar carrière nagenoeg nooit aan verspringen had gedaan, veroverde ze op dit onderdeel een olympische gouden medaille. Met een beste poging van 6,37 m verbeterde ze tevens het olympisch record en versloeg ze de Poolse Elżbieta Krzesińska (zilver; 6,27) en de Duitse Hildrun Claus (brons; 6,21). Op het estafettenummer werd ze met haar teamgenotes voor de derde maal in successie vierde.
Krepkina werd in 1960 onderscheiden met de Leninorde. Tot 1965 bleef zij deel uitmaken van het nationale team, waarna zij zich richtte op het geven van training aan kinderen.

## Titels
- Olympisch kampioene verspringen - 1960
- Europees kampioene 4 x 100 m estafette - 1954, 1958
- Sovjet-kampioene 100 m - 1952, 1957, 1958
- Sovjet-kampioene 200 m - 1952

## Persoonlijke records
| Onderdeel   | Prestatie      | Datum             | Plaats |
| ----------- | -------------- | ----------------- | ------ |
| 100 m       | 11,3 s (ex-WR) | 13 september 1958 | Kiev   |
| 200 m       | 23,9 s         | 1958              |        |
| verspringen | 6,37 m (ex-OR) | 31 augustus 1960  | Rome   |

## Palmares

### 100 m
- 1954:  World Student Games (officieus) - 11,8 s
- 1957:  International University Games (Pre-Universiade) - 11,8 s
- 1957:  World Student Games - 11,9 s
- 1958:  EK - 11,7 s
- 1959:  World Student Games - 11,7 s

### 200 m
- 1954:  World Student Games (officieus) - 24,3 s

### verspringen
- 1959:  World Student Games - 6,12 m
- 1960:  OS - 6,37 m (OR)

### 4 x 100 m
- 1952: 4e OS - 46,3 s
- 1954:  EK - 45,8 s
- 1956: 4e OS - 45,5 s
- 1958:  EK - 45,3 s
- 1960: 4e OS - 45,2 s

## Onderscheidingen
- Leninorde - 1960

1948: Olga Gyarmati ·
1952: Yvette Williams ·
1956: Elżbieta Krzesińska ·
1960: Vera Krepkina ·
1964: Mary Rand ·
1968: Viorica Viscopoleanu ·
1972: Heide Rosendahl ·
1976: Angela Voigt ·
1980: Tatjana Kolpakova ·
1984: Anișoara Cușmir-Stanciu ·
1988: Jackie Joyner-Kersee ·
1992: Heike Drechsler ·
1996: Chioma Ajunwa ·
2000: Heike Drechsler ·
2004: Tatjana Lebedeva ·
2008: Maurren Maggi ·
2012: Brittney Reese ·
2016: Tianna Bartoletta ·
2020: Malaika Mihambo ·
2024: Tara Davis-Woodhall